# Stadscentrum (Schiedam)
Het Stadscentrum van Schiedam is het historische centrum van de jeneverstad Schiedam. Het centrum wordt begrensd door de Noordvest in het noorden, de Nieuwe Haven (met de Westvest) in het westen en de Buitenhaven en de Broersvest in het oosten. Het centrum van Schiedam telt ruim 4300 inwoners.

## Geschiedenis
Schiedam is ontstaan aan de dam die in rond 1230 in de Schie werd gelegd. De oudste delen van de stad liggen rondom de Dam en de Grote Markt, waar het stadhuis staat.
Op de vesten staan de grootste historische windmolens van de wereld die veelal het mout voor de bloeiende jeneverindustrie maalden. Deze brandersmolens behoren tot het nog werkende erfgoed en vormen samen met de historische 'bruine vloot' en de vele voormalig mouterijen, branderijen en distilleerderijen de stad tot een toeristische trekpleister.
Het historische centrum van Schiedam trok van oudsher veel kunstenaars aan die zich, met name in de jaren '70 onder een gunstig atelierbeleid, in de stad vestigden. Ook nu nog kent de binnenstad een bedrijvige groep creatieve ondernemers, designers en kunstenaars.
De Schie watert uit richting de Nieuwe Maas door de Lange Haven, die bekendstaat om de karakteristieke dubbele gietijzeren ophaalbruggen (uit 1860 wat het de oudste van dit type in Nederland maakt) en de vele branderspakhuizen en voormalig distilleerderijen. Schiedam is wereldwijd bekendgeworden door de jenever. Het Nationaal Jenevermuseum Schiedam aan de Lange Haven stookt nog steeds, evenals de eeuwenoude Schiedamse familiebedrijven Koninklijke Nolet en Koninklijke De Kuyper, Herman Jansen en Onder de Boompjes. Naast de jenever is Schiedam ook bekend als producent van gin. Enkele Schiedamse merken zijn Bobby's dry gin, Sir Edmond Gin, Catz Dry Gin, Loopuyt, Nolet's dry gin en Sylvius dry gin.
Aan het eind van de 19e eeuw was het hoogtepunt van de jeneverproductie in Schiedam. De keerzijde hiervan was een enorme vervuiling van de met steenkool gestookte branderijen en de glasfabriek, het alcoholisme, open riolen en cholera-epidemieën en de erbarmelijke huisvesting van de arbeiders. In die tijd stond Schiedam bekend als Zwart Nazareth.

## Historische bebouwing
Het centrum van Schiedam telt vele historische gebouwen en is aangewezen als beschermd stadsgezicht. Net als in vele andere historische steden is de Grote Markt de kern van de oude binnenstad. Te midden van de markt staat het oude stadhuis dat dateert uit 1770 en nu nog steeds dienst doet als trouwlocatie. Aangrenzend aan het plein staat het oudste nog intacte gebouw van Schiedam: de Grote- of Sint Janskerk waarvan de bouw al in 1262 begon. In de kerk is het graf van Schiedams stadsheilige St. Liduina. Aan de kerk vast staat de Waag met daarin nog de gerestaureerde balans en weegschalen. In de Waag bevindt zich sinds 2016 ook het officiële toeristische informatiepunt van Schiedam. 
De Grote Markt verbindt 2 van de 3 oudste straten van Schiedam: de Boterstraat en de Hoogstraat. De Hoogstraat is een lange winkelstraat met halverwege het Stedelijk Museum Schiedam. Parallel aan de Hoogstraat loopt de Lange Haven. Deze vormde samen met de Korte Haven de drukke aan- en afvoerhaven voor onder meer de jeneverindustrie en daarvoor de visserij. In 2016/17 kregen de kades van de Lange Haven een grondige restauratie.
Schiedam kreeg in 1275 stadsrechten van Gravin Aleida van Henegouwen. De restanten van haar kasteel Huis te Riviere liggen direct ten oosten van de Broersvest. In de directe nabijheid staan zowel de St.Liduina Basiliek uit de 19e eeuw als het Proveniershuis uit de 18e eeuw waarvan het binnenhof nog toegankelijk is.
Een selectie rijksmonumenten in de Schiedamse binnenstad:
- Grote of St. Janskerk
- Stadhuis, Grote Markt
- Liduina Basiliek
- Huis te Riviere
- Proveniershuis
- Havenkerk
- Weeshuis
- Zakkendragershuisje
- Korenbeurs
- Voormalig Sint-Jacobs-gasthuis, huidige Stedelijk Museum Schiedam
- Schiedamse molens: Molen De Walvisch, Molen De Drie Koornbloemen, Molen De Vrijheid, Molen De Noord, Molen De Nieuwe Palmboom, Molen De Kameel

### Afbeeldingen

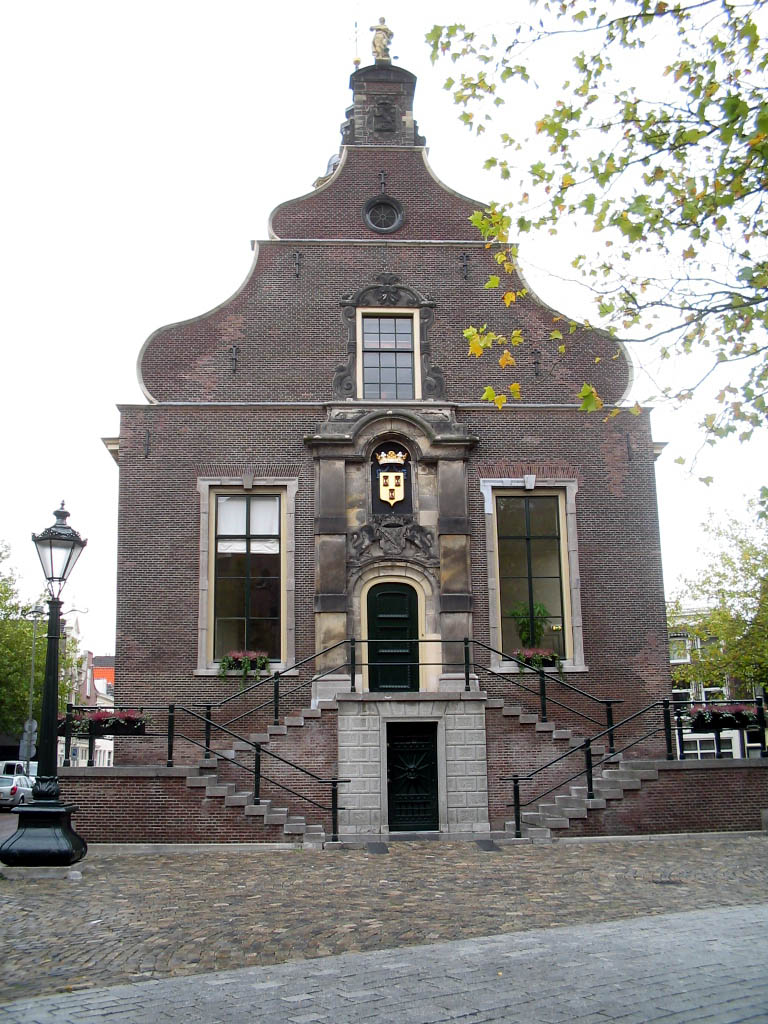
Oude stadhuis
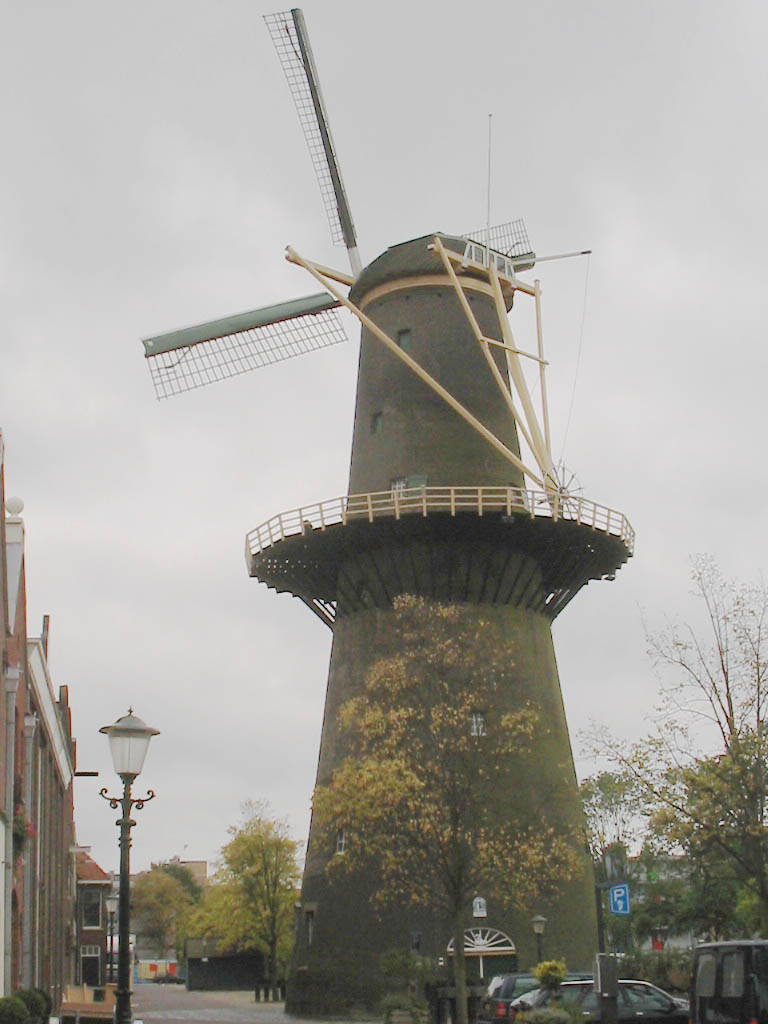
Molen De Vrijheid
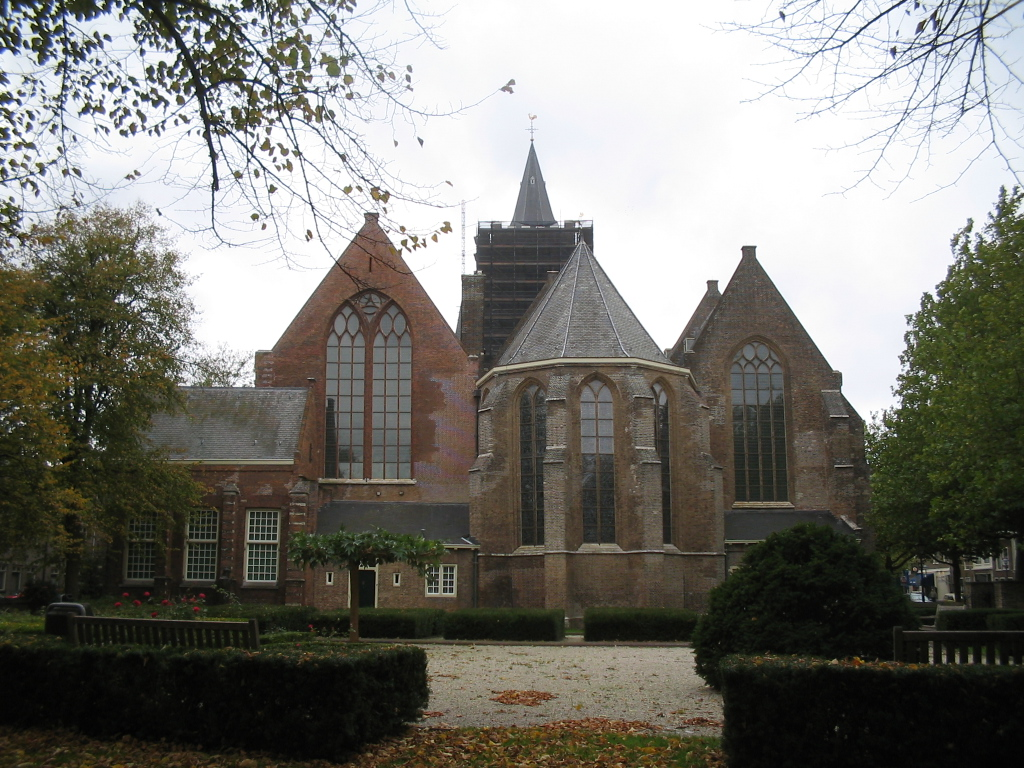
Grote- of St Janskerk

## Topografie
Kaart van het oude centrum van Schiedam.(Klik voor vergroting)

## Winkels
Hoogstraat met Passage, Koemarkt, Broersvest, de Broersveld en de Lange Kerkstraat met ABC-complex vormen van oudsher een winkeldriehoek. Verschillende panden hebben anno 2017 met gemeentelijke subsidie een flinke opknapbeurt gekregen. Ook de plannen met het Museumkwartier, waarbij de Havenkerk, het Jenevermuseum en het Stedelijk Museum Schiedam via de Hoogstraat worden verbonden, dragen bij aan de aantrekkelijkheid van het winkelgebied. Leegstaande panden worden vaak tijdelijk benut als pop-upwinkel

## Horeca
Veel horecazaken in het centrum zijn gevestigd in historische panden. Zo is Brasserie het Stadhuys gevestigd in het oude Stadhuis op de Grote Markt. De LUCAS Drinkwinkel bevindt zich eveneens op de Grote Markt in het voormalig politiebureau. Café Sjiek is verbonden aan het Zakkendragershuisje en Prego is gevestigd in een distilleerderij. Restaurant De Provenier is gevestigd in het Proveniershuis en in Restaurant De Noordmolen kan gegeten worden in de hoogste molen ter wereld.
Stad: Schiedam    Buurtschappen: Kerkbuurt · Windas

Wijken: Bijdorp · 's-Gravelandsepolder · Groenoord · Kethel · Nieuw-Mathenesse · Nieuwland · Schiedam-Oost · Schiedam-West · Schiedam-Zuid · Spaanse Polder · Spaland · Stadscentrum · Woudhoek

Zuid-Holland: Steden en dorpen    Nederland: Provincies · Gemeenten